# Aramanth-Trilogie
Die Aramanth-Trilogie ist eine Fantasybuchreihe, verfasst von dem Autor William Nicholson, die von der Geschichte einer Stadt erzählt. Sie wird auch oft Windsänger-Trilogie genannt (im englischen Original Wind on Fire). Für das erste Buch, im Deutschen Der Windsänger, erhielt William Nicholson im Jahr 2000 den Nestlé Smarties Book Prize.

## Der Windsänger
In der Stadt Aramanth ist das tägliche Leben von Prüfungen geregelt. Jeder wird tagtäglich geprüft und bekommt eine Note zugewiesen. Je besser man abschneidet, desto luxuriöser lebt man, je schlechter, desto ärmer. Als die junge Kestrel Hath offen gegen dieses System rebelliert, zieht sie damit den Zorn des obersten Prüfers auf sich. Kestrel muss fliehen. Zusammen mit ihrem Zwillingsbruder Bowman und dem Außenseiter Mumpo sucht sie die Stimme des Windsängers, ein großer Turm, der mithilfe von Orgelpfeifen bei Wind singt. Diesen Windsänger hat einst das geheimnisvolle Sängervolk erbaut, und nur durch seinen Gesang kann die böse Macht, die Morah genannt wird, vernichtet werden.
Auf ihrer Reise lernen sie verschiedene andere Völker kennen und erkennen, wie böse das System in Aramanth wirklich ist. Bei der Suche nach der Stimme des Windsängers wecken sie die Armee der Saren auf, eine Armee aus tötenden Kindern, die direkt auf Aramanth zumarschiert.

## Gefangene des Meisters
Im zweiten Band der Aramanth-Trilogie wird die Stadt Aramanth überfallen und niedergebrannt, all ihre Einwohner werden verschleppt in das "Reich des Meisters". Dazu gehören auch Bowman und seine Familie. Nur seine Schwester Kestrel kann entkommen, die ihre Angehörigen um jeden Preis befreien will. Jeder von beiden schmiedet nun einen Plan, wie der allmächtige Meister besiegt und sein Reich zerstört werden kann. Bowman schult seine übersinnlichen Kräfte, um sich für ein Duell mit dem Meister zu stärken. Kestrel hingegen vermag es durch geschicktes Taktieren, die Armee des Königreichs Gang für sich zu gewinnen.

## Das Lied des Feuers
Der dritte Teil der Aramanth-Trilogie handelt von der Reise der Manth, die ihre wahre Heimat suchen. Unterwegs treffen sie auf viele Gefahren, die sie bestehen müssen.
Bowman wartet darauf, dass er von einem Boten abgeholt wird, der ihn nach Sirena bringen soll. Dort wird er als Kind des Propheten gebraucht um den mächtigen Morah mit zu besiegen. Dort soll er im Kampf sterben.

## Das Volk der Manth
Die „Manth“ sind ein fiktives eigenes Volk mit eigener Schrift und Sprache. 
Das Ziel der Manth ist es weiter zu reisen, bis sie ihre Heimat gefunden haben. 
In „Gefangene des Meisters“ kennt ein Gelehrter das Volk der Manth, kann aber die Schrift nicht lesen, was darauf hindeutet, dass sie einmal sehr bekannt und geachtet waren. Ursprünglich waren sie Nomaden, wahrscheinlich trieben sie Handel, bis sie in einer Wüste auf ein riesiges Salzvorkommen stießen. Dies machte sie reich und sie erbauten auf dem Salzvorkommen die Stadt Aramanth und gaben ihre alte Lebensweise auf. In dieser Zeit ging wohl der größte Teil des Wissens um die alte Manthschrift verloren, nur wenige können sie noch lesen, unter anderem Hanno Hath, der Vater von Bowman. Nachdem die Stimme des Windsängers von Kaiser Creoth I. an den Morah ausgeliefert wurde, verschlechterte sich das Regierungssystem von Aramanth drastisch, bis es zu einer leistungsorientierten Diktatur verkam. Diese hielt mindestens 2 Generationen an, wie in „Der Windsänger“ erwähnt wird. Diese Herrschaftsform endete mit dem erneuten Singen des Windsängers, das den Morah vernichtete und die Menschen wieder an das Gute in ihnen erinnerte (Ende des ersten Teils).
Es folgte eine Phase, in der sich die Lebensweise der Manth wahrscheinlich wieder an ihre ursprüngliche annäherte, die Trilogie lässt diesen Zeitraum aus, zu Beginn des zweiten Teils ist die Gesellschaft sehr viel harmonischer geworden. Doch die Stadt Aramanth wird daraufhin von der Armee des Meisters geplündert und niedergebrannt. Die überlebenden Bewohner werden in das Reich des Meisters gebracht, wo sie in die Sklavenstruktur dieses Reiches eingebunden werden. Dort findet Hanno alte Schriften wieder, die erklären, dass es für die Manth ein vorherbestimmtes Heimatland gibt. Es herrscht Unstimmigkeit darüber, ob man mit den anderen Bewohnern im Reich des Meisters kollaborieren sollte oder nicht. Letztendlich wird das Reich des Meister von der Armee von Gang zerstört und alle ehemaligen Bewohner müssen sich ein neues Zuhause suchen. Ein Großteil der Manth sammelt sich, um die prophezeite Heimat zu suchen (Ende des zweiten Teils).
Der gesamte dritte Teil behandelt die Suche der Manth nach ihrer neuen Heimat. Angeführt von der Prophetin Ira Hath machen sie sich auf eine beschwerliche Reise durch ein gefährliches Land voller Unruhen. Nachdem das Reich des Meisters zusammengebrochen ist, ahnen viele, dass das Lied des Feuers bevorsteht, das den Morah vernichten wird, aber auch für viele Menschen den Tod bedeuten kann. Schließlich erfüllt sich die alte Prophezeiung der Sänger, die den Morah vernichten können. Die Manth finden ihre neue Heimat und lassen sich dort nieder. Die Trilogie endet mit einem Ausblick auf die harmonische Zukunft dort.

## Das Sängervolk
Die „Sänger“ sind ein Volk von Zauberern, die sehr naturverbunden leben und durch Verzicht den Morah bekämpfen. Ira Manth war ihr erster Prophet, der auch dem Volk der Manth die Prophezeiungen geschenkt hat. Die Sänger verzichten dabei auf jeglichen Luxus und sind imstande, durch Singen zu zaubern. In „Das Lied des Feuers“ wird es so beschrieben, dass man das Wesen jeder Sache als „das Lied“ bezeichnen könnte. Durch Singen und Manipulieren dieses Liedes sind viele Dinge möglich, unter anderem Fliegen, Verändern von Stoffeigenschaften, wie Holz in eine puddingartige Masse verwandeln, oder Telekinese; als wichtigstes: Das Lied des Feuers, das den Morah vernichten wird. Ihre Naturverbundenheit und ihr einsiedlerisches Leben gehen so weit, dass zum Beispiel ein Sänger namens Hundegesicht in einem Baum lebt und dort mit Tieren spricht. Sie scheinen alle einem übergeordneten Plan zu folgen, sogar der Meister, der im zweiten Teil als Gegenspieler erscheint, ist ein Sänger, allerdings ein abtrünniger. Sie scheinen sehr verstreut zu leben, wenn sie etwas gemeinsam tun, dann sammeln sie sich auf der Insel Sirena, wo Ira Manth begraben liegt, allerdings immer noch aktiv zu sein scheint.

## Der Morah
Der Morah tritt zu Beginn noch allgemein als die Macht des Bösen auf. Er erscheint als Personifizierung in Gestalt einer alten Dame, zum Beispiel, als er die Stimme des Windsängers stiehlt.
Der Morah hat Kontrolle über die Armee der Saren, die aus Kindern besteht. Diese scheinen ständig in Mordlust zu sein, ihr einziges Interesse gilt dem Töten von Menschen. Ihr Aussehen entspricht Kindern in traditionellen Ausgehuniformen, die mit einem Säbel bewaffnet sind. Die Stärke der Saren ist ihre Masse, „es kommen immer welche nach“. Sie sind immer auf ein Ziel gerichtet, auf dass sie stur zumarschieren, ohne Ermüdungserscheinungen zu zeigen. Sogar eine Schlucht auf ihrem Weg überwinden sie dadurch, dass sie ohne Zögern hineinlaufen, bis der Leichenberg eine Brücke bildet. Der Vorrat an Kämpfern ist wahrscheinlich unerschöpflich, da sich diese aus Kindern rekrutieren, die an einer besonderen Alterungskrankheit leiden. Sogar Bowman selbst wird kurzzeitig von den Saren verführt und schließt sich ihnen an.
Diese vermeintliche Schwäche ist etwas, was ihn später stark beschäftigen wird und ihn oft an sich und seiner Prädestinierung zweifeln lässt. Später ruft er die Kraft des Morah noch einmal herbei, um den Meister besiegen zu können. Wieder erlebt er dies als Schwäche, da er auf die Hilfe des Morah angewiesen war, um zu gewinnen.
Später wird deutlich, warum der Kollektivgedanke die Saren so mächtig macht: Der Morah selbst ist das Bedürfnis der Menschen, sich durch Zusammenhalt Macht zu verschaffen. Dieses Bedürfnis manifestierte sich dann als böser Geist, dem Morah. Vernichtet werden kann er durch das Lied des Feuers, bei dem die Sänger so selbstlos handeln, dass sie ihr eigenes Leben geben, um den Morah zu vernichten.

## Das Schlammvolk
Das Schlammvolk lebt in der Kloake unter der Stadt Aramanth. Sie empfinden ihre Umgebung jedoch nicht als schlecht, sondern haben ein etwas anderes Schmutzempfinden (zum Beispiel reinigen sie sich wie einige Tierarten mit Schlamm). Sie sind durch ihre Lebensweise ständig mit einer schlammigen Schicht bedeckt. Hauptnahrungsmittel ist für sie die Schlammnuss, eine Art Kartoffel mit rauchigem Geschmack. Bowman Hath, Kestrel Hath und Mumpo Inch treffen auf dieses Volk im Buch „Der Windsänger“, sie erleben eine Schlammnussernte. Wie viele Völker in diesem Universum stehen die Angehörigen dieses Volkes für eine naturverbundene, bäuerliche, jedoch moralisch überlegene und wenige technologisierte Gesellschaft mit vielen altruistischen Zügen, die auf den ersten Blick zwar sehr abartig erscheint, aber bei näherer Betrachtung sogar sozialer als das zivilisierte Aramanth ist.

## Chaka und Baraka
Die Baraka und Chaka sind zwei Völker, die bis auf die Haartracht (ein Volk hat geflochtene Zöpfe, das andere Glatzen) genau gleich sind. Sie leben auf einem riesigen segelgetriebenen Gefährt, das als eine Art Segelschiff auf Rädern beschrieben wird. Diese Schiffe (sie heißen je nach Volk Ombaraka und Omchaka) bringen die gesamte Gesellschaft unter, die ganz und gar auf den Krieg mit dem jeweils anderen Volk fixiert ist. Da jedoch ein Friedensvertrag herrscht, dürfen die beiden Völker nur mit segelgetriebenen geräderten Drohnen kämpfen. Beide Völker sind trotz ihrer Gemeinsamkeiten sehr feindselig einander gesinnt und durch die Kriegssituation extrem misstrauisch. So wird jeder, der nicht dem eigenen Volk angehört, automatisch als Spion der Gegenseite betrachtet. Militärisch scheinen beide Parteien gleich stark zu sein, da dieser Kriegszustand schon sehr lange andauernd, anscheinend aber noch keine Seite gewinnen konnte. Selbst als Bowman, Kestrel und Mumpo eine Schlacht klar gewinnen, scheint es an den Machtverhältnissen nichts zu ändern. Diese Tatsachen und der Friedensvertrag, der das Töten von menschlichen Gegnern klar verbietet, lassen den sehr propagandistisch geführten Krieg nur als technologisches Wettrennen erscheinen.

## Das Reich des Meisters
Das Reich des Meisters besteht nur aus Sklaven, die alle durch die Willenskraft des „Meisters“ beherrscht werden. Somit folgen alle einem einzigen Willen, der Meister ist der einzige, der vollkommen frei denken kann. Neue Bewohner werden durch Feldzüge zunächst als Sklaven in das Reich gebracht, dann erst durch Zwang, dann aus Gewohnheit und Anpassung in die Gesellschaft eingebunden. Bei den Eroberungszügen geht die Streitmacht sehr brutal vor, die Sklaven werden dadurch kontrolliert, dass man ihre Angehörigen in Käfige einsperrt und androht, diese zu verbrennen. Das ist durchaus üblich und wird sogar anfangs prophylaktisch bei geringen Aufsässigkeiten getan. Dieser Brutalität der Mittel steht das gewaltige kulturelle und künstlerische Niveau des Reiches entgegen. Da das Reich alle eingenommenen Kulturgüter und Fähigkeiten der Sklaven sammelt und integriert, erleben sämtliche Künste eine Hochblüte. Der Meister selbst musiziert und komponiert und fördert die Kunst. Sein Charakter lässt sich als ziemlich egozentrisch beschreiben, dass er alle Untergebenen kontrolliert und seiner Kunst und Perfektion zuliebe so viele grausame Taten verübt oder verüben lässt. Selbst nach der Zerstörung seines Reiches denkt er nur an die Schönheit der hohen Domäne, die niedergebrannt wurde.

## Das Volk von Gang
Das Volk der Gang aus dem Land Obagang: Über dieses Volk erfährt man weniger, da nur die Königsfamilie und die Armee beschrieben wird. Ein bisschen zwiespältig ist der Eindruck, dass Gang im ersten Buch nie erwähnt wurde, später aber als gewaltiges Königreich beschrieben wird, für das selbst Aramanth oder das Reich des Meisters nur eine Randprovinz sind. Auch scheint das Land das Lied des Feuers zu überstehen, ohne großen Schaden zu nehmen. Die Königsfamilie beschreibt ihr Land als sehr kultiviert, allerdings sind die Charaktere der Königsfamilie sehr konservativ, egozentrisch und infantil, sodass man diese Ansicht infrage stellen könnte. Die Tendenz, die Königsfamilie zu überglorifizieren und abzuschotten, ebenso wie die Andeutungen des Meisters weisen darauf hin, dass Gang einen kulturellen Abstieg erlebt haben könnte oder zumindest nicht sehr aufgeklärt ist. Dass die Tochter des Königs an einen „ausländischen Diktator“ verheiratet werden muss, um die Macht zu sichern, deutet ebenfalls auf einen Abstieg hin.

## Die 3 Epochen
Es wird immer wieder drei Epochen geben, die sich ständig wiederholen. Buch eins spielt in der 2. Epoche, das zweite Buch in der 2. bis 3. Epoche, das Ende des dritten Buches spielt größtenteils in der Dritten, der Anhang ist ebenfalls der 1. Epoche zuzuordnen. 
- 1. Epoche: Friede herrscht. Das Böse ist vernichtet, eine neue Welt wird aufgebaut. Die Welt wurde durch das große Feuer gereinigt.
- 2. Epoche: Die Menschen werden habgierig, geizig und egoistisch. Der Morah wächst.
- 3. Epoche: Der Morah ist an der Macht, keiner kann mehr etwas gegen ihn ausrichten. Die Menschen verzweifeln, die Welt ist wüst und die Städte werden geplündert. Sirena, die Insel der Sänger, bildet einen Nachfahren des Propheten der Manth, Ira Manth, aus. Er/sie soll das Lied des Feuers singen und sich damit opfern, um das große Feuer heraufzubeschwören, das die Welt von dem Morah befreit.

## Alte Manth-Schwüre
Schwur zum Fortschrittswillen:
„Ich gelobe, härter zu arbeiten, mir höhere Ziele zu setzen und in jeder Beziehung danach zu streben, morgen besser zu sein als heute. Aus Liebe zu meinem Kaiser und für die Herrlichkeit von Aramanth.“ (aus: Der Windsänger)
Verabschiedung von den Lebenden:
„Wir, die wir zurückbleiben, behüten dich auf deinem weiteren Weg. Das Gefängnis langer Jahre öffnet seine Eisentür. Sei frei und geh, ins wunderbare Land. Vergib uns, die wir in dieser düsteren Welt leiden. Führe uns und warte auf uns, so wie wir auf dich warten. Wir werden uns wieder sehen.“
Versprechen der Ehe:
„Heute beginnt mein Weg mit dir. Wohin du gehst, gehe ich auch. Wo du bleibst, bleibe ich auch. Wenn du schläfst, schlafe ich auch. Wenn du aufstehst, stehe ich auch auf. Bei Tag wird mich deine Stimme erreichen und bei Nacht deine ausgestreckte Hand und nichts soll uns jemals trennen. Das Schwöre ich.“ (Quelle: Das Lied des Feuers)